# Tesla Boy
Tesla Boy es un grupo de música synth pop y new wave de Moscú, Rusia. El grupo está formado por Anton Sevidov (voz y teclado), Peter Dolsky (bajo, teclado), Kirill Glezin (batería) e Ilya Kazantsev (percusión).

## Discografía

### Álbumes de estudio
- Modern Thrills (2010)
- The Universe Made of Darkness (2013)[2]
- Moses (2016)
- Remedy (2018)
- Андропов (2020)

### Sencillos
| Año  | Sencillo                   | Álbum                         |
| ---- | -------------------------- | ----------------------------- |
| 2009 | "The Tesla Boy EP”         | Extended plays                |
| 2009 | "The Tesla Boy EP Remixed” | Extended plays                |
| 2009 | "Electric Lady”            | Modern Thrills                |
| 2010 | "Thinking of You”          | Modern Thrills                |
| 2010 | "Liberating Soul”          | Modern Thrills                |
| 2011 | "Rebecca”                  | Modern Thrills                |
| 2012 | "Fantasy”                  | The Universe Made of Darkness |
| 2012 | "SPLIT”                    | The Universe Made of Darkness |
| 2013 | "1991”                     | The Universe Made of Darkness |
| 2013 | "Undetected”               | The Universe Made of Darkness |
| 2016 | Nothing                    | Nothing                       |
| 2016 | Circles                    | Moses                         |
| 2018 | Compromise                 | Remedy                        |
| 2018 | Холод уйдет                | Андропов                      |